# آيدون
آيدون أو إيدون (بالإنجليزية: Aëdon or Aedon)‏، (باليونانية: Ἀηδών)‏، في الميثولوجيا الإغريقية، هي ابنة بانداريوس [الإنجليزية]من أفسس. ووفقا لهوميروس، كانت زوجة زيثوس [الإنجليزية]، وأم إيتيلوس [الإنجليزية].

## الأسطورة
هناك روايتان لأسطورة إيدون. الأولى ترى أنها زوجة زيثوس وأم إحدى بنات إيتيلوس التي قتلتها خطأ وعلى الفور حولها زيوس إلى عندليب يقضي الليل نواحًا على ما فعلت. أما الرواية الثانية، فترى أنها كانت ملكة على طيبة تآمرت على قتل ابن منافستها نيوبي، ولكنها قتلت ابنها هي بالخطأ. ودفعها حزنها إلى الانتحار، ولكنَّ الآلهة أشفقوا عليها وحولوها إلى عندليب، وهو الذي يطوف في الليل مُصدرًا أصواتَ حُزنٍ.